# خط کراس کانتری
خط کراس کانتری (به انگلیسی: Cross Country Route) یکی از خطوط اصلی راه‌آهن در کشور بریتانیا است.
این خط از شهر یورک شروع شده و پس از عبور از ۴۸ ایستگاه در شهر بریستول به پایان میرسد.

## شهرهای مهم
- بریستول
- چلتنهام
- بیرمنگام
- داربی
- شفیلد
- لیدز
- َ یورک